# Copidognathus hartwigi
Copidognathus hartwigi is een mijtensoort uit de familie van de Halacaridae. De wetenschappelijke naam van de soort is voor het eerst geldig gepubliceerd in 1979 door Bartsch.